# James Williamson (Filmpionier)

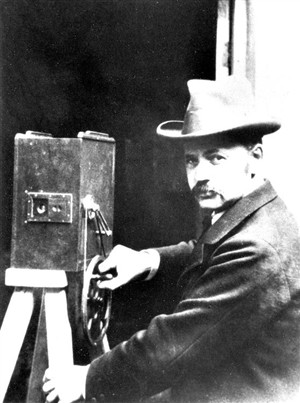
James A. Williamson, um 1900

James A. Williamson (* 8. November 1855 in Pathhead bei Kirkcaldy, Schottland; † 18. August 1933 in Richmond) war ein britischer Filmpionier.

## Leben und Wirken
James Williamson wuchs in Edinburgh auf und erhielt in London eine Ausbildung als Drogist. Ab 1877 lebte er in Eastry in Kent, wo er heiratete und bis 1886 eine Drogerie betrieb. Anschließend zog er nach Hove bei Brighton. In seiner dortigen Drogerie handelte er mit Artikeln für Fotografen und begeisterte sich selbst für die Fotografie. 1894 begann er, mit dem Film zu experimentieren, 1896 erwarb er einen Filmprojektor, den er ein Jahr später zu einer Filmkamera umbaute, mit der er eigene Filme zu drehen begann.
1898 gab er seine Drogerie auf und widmete sich ausschließlich dem Filmen. Im Jahr 1900 drehte er auf einem Hinterhof in Hove einen „Aktualitätenfilm“ über den Boxeraufstand in China, Attack on a China Mission Station, der bereits Gegenschnitte und Parallelhandlungen enthielt. Williamsons Streifen Stop Thief und Fire! von 1901 zählen zu den frühesten Beispielen von Filmen, in denen mit Hilfe des unsichtbaren Schnitts eine Geschichte in mehreren Einstellungen erzählt wird. Stop Thief gilt als der erste Film, der eine Verfolgungsjagd zeigt. In Fire! schilderte Williamson in aufwändigen Kulissen die Entdeckung und Bekämpfung eines Wohnungsbrandes. Der Film gilt als Inspiration für Edwin S. Porters Life of an American Fireman, einen der ersten narrativen Filme in den Vereinigten Staaten.  Als ein führendes Mitglied der „Schule von Brighton“ trug Williamson somit zur Entwicklung der narrativen Techniken im jungen Medium Film bei.
Im Herbst 1902 gründete James Williamson in Brighton die Williamson Kinematographic Company und drehte im Jahr bis zu 50 Filme. The Little Match Seller (1902, dt. Das kleine Mädchen mit den Schwefelhölzern), ein Streifen von 64 Metern und 3,5 Minuten, gilt als erste Verfilmung einer Erzählung von Hans Christian Andersen. Ab 1907 vertrieb er seine Filme, die er durchweg mit Familienmitgliedern zu besetzen pflegte, selbst.
1909 nahm Williamson, unterdessen einer der führenden Filmproduzenten in Europa, am ersten Kongress der Filmproduzenten in Paris teil. Im selben Jahr gab er die Produktion von Spielfilmen auf. In den folgenden Jahren beschäftigte er sich mit dokumentarischen Filmen für die Wissenschaft und verlegte seinen Arbeitssitz nach London. Dort begann er mit der Entwicklung von Spezialkameras für wissenschaftlichen und militärischen Gebrauch. James Williamson starb 1933 in Richmond bei London.

## Filmografie (Auswahl)
- 1898: Two Naughty Boys Upsetting the Spoons
- 1899: The Jovial Monks Washing the Sweep
- 1899: Highland Fling Clever Cricket
- 1900: Attack on a China Mission
- 1901: The Big Swallow
- 1901: Stop Thief!
- 1901: Fire
- 1902: A Reservist before the War and after the War
- 1902: The Little Match Seller
- 1903: The Deserter
- 1905: Two Little Waifs
- 1906: Our New Errand Boy
- 1907: The Brigand’s Daughter
- 1909: Tower of London